# Oczy mumii Ma
Oczy mumii Ma (niem. Die Augen der Mumie Ma) – niemiecki film grozy z 1918 roku w reżyserii Ernsta Lubitscha.

## Fabuła
Młody malarz, Albert Wendland przybywa do Egiptu. W hotelu, w którym się zatrzymuje słyszy o przeklętym grobowcu Królowej Ma. Zaciekawiony wyrusza w samotną ekspedycję, by zbadać grobowiec. Na miejscu spotyka pustelnika Radu, który prowadzi go do zagadkowej płaskorzeźby, której oczy nagle ożywają. Okazuje się, że oczy należą do pięknej niewolnicy Ma uwięzionej w grobowcu. Malarz odkrywa, że Radu jest nikczemnym hipnotyzerem, który ją więzi. Zakochany malarz obezwładnia Radu, ratuje Ma i zabiera ją ze sobą do Europy, gdzie wciąga do towarzystwa. Jednak Radu podąża ich tropem.

## Obsada
- Pola Negri -  Ma
- Emil Jannings - Arab Radu
- Harry Liedtke - Malarz Albert Wendland
- Max Laurence - Książę Hohenfels
- Margarete Kupfer